# Conferința de la Algeciras
Conferința de la Algeciras din 1906 a fost convocată în  Algeciras, Spania între 16 ianuarie și 7 aprilie. Scopul declarat al conferinței a fost găsirea unei soluții la Prima criză marocană din 1905 dintre Franța și Germania, care a apărut ca urmare a reacției Germaniei la încercările Franței de înființare a unui protectorat asupra statului independent Maroc. Germania nu încerca să oprească expansiunea Franței. Obiectivul Berlinului era creșterea prestigiului internațional, iar germanii au eșuat lamentabil în această încercare. Rezultatul imediat a fost îmbunătățirea relațiilor dintre Franța și Regatul Unit și întărirea Antanta Cordială, de vreme ce atât Parisul cât și Londra erau tot mai neîncrezători și bănuitori în politica externă a   Berlinului. O consecință și mai importantă a fost creșterea sentimentul de frustrare în rândul germanilor și de pregătire pentru război. Aceste sentimente s-au extins dincolo de elitele politice în cea mai mare parte a presei și în rândul membrilor majorității partidelor politice, (cu execepția liberalilor și social-democraților). Elementele pangermane au crescut în putere și importanță și au denunțat cedarea guvernului de la Berlin ca fiind „trădare” și acestea și-au internsificat sprijinul șovin pentru război. 

## Cadrul istoric
Antanta Cordială a britanicilor și francezilor din 1904 a definit cooperarea diplomatică dintre cele două puteri europene și recunoștea stăpânirea britanică în Egipt și controlul francezilor asupra Marocului (cu anumite concesiuni pentru Spania). Germania a considerat că acest acord pune capăt rivalității dintre britanici și francezi, ceea ce ar fi izolat și mai puternic Berlinul în contextul politic european. 
Pe 31 martie 1905, kaiserul Wilhelm al II-lea al Germaniei a vizitat capitala Marocului, Tanger, și a susținut un discurs belicos în care a cerut organizarea unei conferințe internaționale pentru asigurarea independenței Marocului, alternativa fiind războiul. Istoricul Heather Jones susține că utilizarea de către Germania a retoricii războinice a fost un truc diplomatic deliberat: 
O altă strategie germană a fost să pună în scenă gesturi dramatice și să exagereze în mod periculos amenințarea de război, cu convingerea că aceasta ar face alte puteri europene să înțeleagă importanța consultării cu Germania pe probleme imperiale: faptul că Franța nu a considerat necesar să încheie un acord bilateral cu Germania asupra Marocului a drut, cu atât mai mult cu cât Germania era profund nesigură cu privire la statutul său nou dobândit de mare putere. Prin urmare, Germania a optat pentru o creștere a retoricii beligerante și, în mod teatral, Kaiser Wilhelm II a întrerupt dramatic o croazieră pe Mediteraneană pentru ca să viziteze Tangerul, unde a proclamat sprijinul Germaniei pentru independența sultanului și integritatea regatului său, transformând Marocul peste noapte într-o „criză” internațională.
Diplomații germani au crezut că ar putea să-l convingă pe președintele SUA Theodore Roosevelt să conteste intervenția franceză în Maroc. Roosevelt, care în acele momente era implicat în medierea păcii ruso-japoneze, era conștient de poziția Senatului SUA de neimplicare în  politica europeană și nu era dispus să se amestece în criza marocană. Cu toate acestea, cum situația din iunie 1905 se înrăutățise până la punctul izbucnirii unui război dintre Germania și Franța (și, probabil, și cu Marea Britanie), Roosevelt i-a convins pe francezi în iulie să participe la o conferință de pace la Algeciras. 

Germania a sperat că această conferință avea să slăbească Antanta Cordială.  Wilhelm al II-lea  sperat ca să semneze o alianță cu Franța, dacă ar fi fost de acord cu cele mai multe cereri ale Parisului. El a sperat de asemenea să își îmbunătățească relațiile cu Rusia, după ce Imperiul Rus fusese slăbit de înfrângerea din Războiul ruso-japonez și de Revoluția din 1905, iar țarul avea nevoie mare de aliați. Cu toate acestea, Germania a fost exclusă în cea mai mare parte în procesul de luare a deciziilor inițiale, iar ministrul de externe britanic, sir Edward Gray, a demonstrat sprijinul Marii Britanii pentru poziția Franței în cadrul Conferinței, ceea ce a făcut ca Antanta Cordială să devină de fapt mai puternică.
După eșecul înregistrat în încercarea de izolarea a Marii Britanii, Germania s-a implicat într-o cursă a înarmărilor navale cu Londra prin votarea în 1906 a unei serii de legi pentru dezvoltarea flotei de suprafață. Se poate considera că una dintre cauzele izbucnirii primei conflagrații mondiale a fost formarea a două grupuri rivale în Europa – Imperiul German și aliații săi (Tripla Alianță) și Regatul Unit, Franță și Imperiul Rus, care au format în anul următor Tripla Antantă. Un alt eveniment important care au dus la înrăutățirea relațiilor germano-britanice a fost Criza bosniacă.

## Efecte
Actul final al conferinței de la Algeciras, semnat la 7 aprilie 1906, a vizat organizarea poliției și a serviciului vamal  al Marocului, reglementări privind reprimarea contrabandei cu arme și concesii către bancherii europeni din partea noii Bănci a  Marocului, care a emis bancnote susținute de aur, cu un termen de 40 de ani. Noua bancă de stat urma să acționeze ca Banca Centrală a Marocului, cu o limită strictă asupra cheltuielilor statului, cu administratori numiți de băncile naționale, care garantau împrumuturile: Imperiul German, Regatul Unit, Franța și Spania. Moneda națională spaniolă a continuat să circule în Maro. Dreptul europenilor să dețină terenuri în Marc a fost legiferat, în vreme ce taxele locale trebuiau să fie percepute pentru finanțarea lucrărilor publice.
Sultanul Marocului a păstrat controlul asupra unei forțe de poliție în cele șase orașe portuare, care urma să fie compusă în întregime din musulmani marocani (cu un salariu mediu de doar 1.000  pesetas pe an), dar acum trebuiau să fie instruiți de ofițerii francezi și spanioli, care trebuia și să supravegheze activitatea casierului principal („Amin”), să reglementeze disciplina și să poată fi rechemați și înlocuiți de guvernele lor. Inspectorul general al poliției urma să fie elvețian cu sediul central în Tanger.
Delegații marocani au afirmat în ultima clipă că nu sunt împuterniciți să semneze actul final, dar acesta a fost ratificat printr-un decret al sultanului pe 18 iunie. 

## Vedeți și:
- Relațiile internaționale dintre Marile Puteri (1814–1919)
- Antanta cordială
- Prima criză marocană martie 1905 – mai 1906
- A doua criză marocană 1911
- Cauzele Primului Război Mondial